# Nicole Scherzinger
Nicole Scherzinger (/ˈʃɜːrzɪŋər/; nascida Nicole Prescovia Elikolani Valiente; Honolulu, 29 de junho de 1978) é uma cantora, compositora e atriz norte-americana. Nascida em Honolulu, no estado do Havaí, e criada em Louisville, Kentucky, ela inicialmente se apresentou em peças no colegial e estudou na Wright State University antes de dedicar-se a uma carreira artística. Em 1999, saiu em turnê ao lado da banda de rock Days of the New. Em 2001, através da versão norte-americana do talent show Popstars, passou a integrar o girl group de curta duração Eden's Crush. Scherzinger alcançou a fama como vocalista principal do grupo feminino The Pussycat Dolls, que lançou os álbuns PCD (2005) e Doll Domination (2008) e se tornou um dos girl groups que mais venderam no mundo.
Após a dissolução do grupo, Scherzinger se aventurou na televisão vencendo a décima temporada do Dancing with the Stars e se tornando jurada do The Sing-Off e nas versões norte-americana e britânica do The X Factor. Seu primeiro álbum de estúdio, Killer Love (2011) experimentou um sucesso moderado e foi precedido pelo single número um "Don't Hold Your Breath". Em 2014, Scherzinger lançou seu segundo álbum, Big Fat Lie, e estrelou a releitura do musical Cats, em West End. Desde então, ela voltou seu foco para a televisão, vencendo o I Can Do That (2015), co-protagonizando o Best Time Ever with Neil Patrick Harris (2015), aparecendo como palestrante em Bring the Noise (2015) e estrelando o remake do filme Dirty Dancing (2017).
Entre seus prêmios, Scherzinger recebeu uma indicação ao Grammy pela canção Stickwitu com o grupo The Pussycat Dolls. Ela ganhou o prêmio Laurence Olivier de Melhor Atriz em Musical em 2024 por sua atuação como Norma Desmond na aclamada remontagem dirigida por Jamie Lloyd de Sunset Boulevard, no West End, em 2023, e recebeu o prêmio Tony de Melhor Atriz em Musical em 2025, quando o espetáculo foi transferido para a Broadway em 2024.
Ao longo de sua carreira solo, ela vendeu mais de 16 milhões de discos e mais de 54 milhões de álbuns e singles, levando em conta o grupo The Pussycat Dolls  Seus outros empreendimentos incluem linhas de roupas, uma fragrância, além de atuar como embaixadora da UNICEF no Reino Unido e das Olimpíadas Especiais.

## Biografia
Scherzinger nasceu em Honolulu, na ilha de Oahu, no Havaí, em uma família bastante católica. Seu pai se chama Alfonso Valiente e é descendente de filipinos, enquanto sua mãe, Rosemary Elikolani, tem ascendência nativa havaiana e ucraniana. Os pais de Scherzinger se separaram quando ela ainda era um bebê. Quando ela tinha seis anos de idade, sua família materna mudou-se para Louisville, Kentucky, com sua irmã, Keala, e seu padrasto teuto-americano, Gary Scherzinger. Ela passou a assinar com o sobrenome de seu padrasto depois que ele a adotou. Ela estudou pela primeira vez em Bowen Elementary, e mais tarde frequentou a Meyzeek Middle School quando adolescente. Scherzinger afirma que, ao crescer, sua família não tinha muito dinheiro e agradeceu à mãe por todo o apoio que ela lhe deu para se tornar o que ela é hoje. Scherzinger começou a se apresentar em Louisville, frequentando a Escola de Artes Performáticas Juvenis da DuPont Manual High School, e se apresentando com o Actors Theatre of Louisville.
Em 2007, foi indicada para o Hall of Fame da DuPont Manual Alumni como uma das mais jovens. Desde 2013, Scherzinger ganhou uma bolsa de estudos anual de US$ 2 mil para ela. Depois de ganhar uma bolsa de estudos, ela promoveu seus estudos na Wright State University, especializando - se em artes de teatro. Durante este período, Scherzinger conseguiu os papéis principais nas produções regionais dos musicais Chicago, Guys and Dolls e Show Boat. Em 2018, Scherzinger recebeu o prêmio Alumna of the Year de 2017 da Wright State Alumni Association.

## Carreira

### 1999–2002: Days of The New e Eden's Crush
Em 1999, Scherzinger foi contratada por Travis Meeks, líder da banda Days of the New, para contribuir com os vocais em seu segundo álbum de estúdio e decidindo abandonar a faculdade para fazer uma turnê pelos Estados Unidos em apoio ao álbum. Meeks afirma que após a turnê, os dois se distanciaram criativamente e que, apesar de ser uma "incrível artista", ela "simplesmente não parecia entender muito bem a música ... ela não é muito de músico, nem entende música".
Dois anos depois, após a sugestão de sua mãe, Scherzinger deixou a banda para fazer um teste no programa de televisão da WB, Popstars, que acompanhou desde o início à formação de um grupo feminino de música pop até a gravação de seu álbum de estreia, a Warner Bros. as enviaram para a London-Sire Records para assinarem um contrato de gravação antes da banda ser nomeada e ter finalizado sua formação, devido às horas de exposição na televisão em rede nacional, o grupo receberia. Inicialmente hesitante com a ideia de se juntar a um grupo, ela então optou por outra coisa, uma vez que a via como uma oportunidade de viajar para Los Angeles. Para o seu teste, ela cantou a versão de "I Will Always Love You", de Whitney Houston, e junto com Ana Maria Lombo, Maile Misajon, Ivette Sosa e Rosanna Tavarez, integrou o grupo feminino Eden's Crush. O single de estreia, "Get Over Yourself", foi lançado em março de 2001 e estreou no número oito na Billboard Hot 100 e se tornou o primeiro grupo feminino a estrear no número um na Hot 100 Singles Sales. Seu primeiro álbum de estúdio, Popstars (2001), estreou no número seis na tabela Billboard 200. Elas fizeram uma turnê com 'N Sync e Jessica Simpson, mas, até o final do ano, a gravadora delas faliu e o grupo se desfez. Durante esse tempo, will.i.am se aproximou de Scherzinger para torná-la integrante do Black Eyed Peas, mas ela recusou quando seu então namorado foi contra. Em dezembro de 2002, Scherzinger trabalhou com Yoshiki, da banda japonesa de heavy metal X JAPAN, em seu projeto Violet UK. Ela cantou a versão em inglês de "I'll Be Your Love" ao vivo com a Tokyo Symphonic Orchestra.

### 2003–2009:The Pussycat DollseHer Name Is Nicole

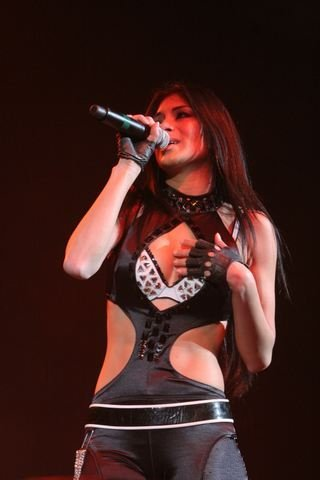
Scherzinger durante a PCD World Tour no ano de 2006 em Tacoma Dome em Washington D.C.

Em agosto de 2003, optando por um contrato de gravação solo, Scherzinger viajou para o escritório da Arista Records em Nova York gravou uma demo, sob o nome de sua família havaiana, Nicole Kea, com seu próprio material escrito. Seu desempenho foi interrompido por um apagão em toda a cidade e ela foi forçada a sair. Ela também fez um breve passagem para a atuação que inclui uma participação especial na comédia independente Love Don't Cost a Thing. Enquanto isso, Robin Antin, a criadora da trupe trupe burlesca The Pussycat Dolls fechou uma empreendimento conjunto com a Interscope Records e junto com os produtores de discos Jimmy Iovine e Ron Fair, lançou uma audição aberta para um conjunto musical baseado na trupe. Depois que will.i.am indicou Scherzinger para Iovine, e na esperança de obter um contrato solo, ela fez um teste com sucesso junto com Melody Thornton se juntando a Carmit Bachar, Ashley Roberts, Jessica Sutta e Kimberly Wyatt. Como o vocalista, Scherzinger assumiu praticamente todos os vocais e é o único membro do grupo a ter créditos de composição em seu álbum de estreia, PCD, que foi lançado em setembro de 2005. O álbum foi precedido por "Don't Cha" que se tornou-se um grande sucesso internacional, chegando ao número dois na Billboard Hot 100. O álbum gerou ainda outros sucessos número um, "Stickwitu" e "Buttons", o último dos quais foi nomeado para Best Pop Performance by a Duo or Group with Vocals no 49º Grammy Awards.

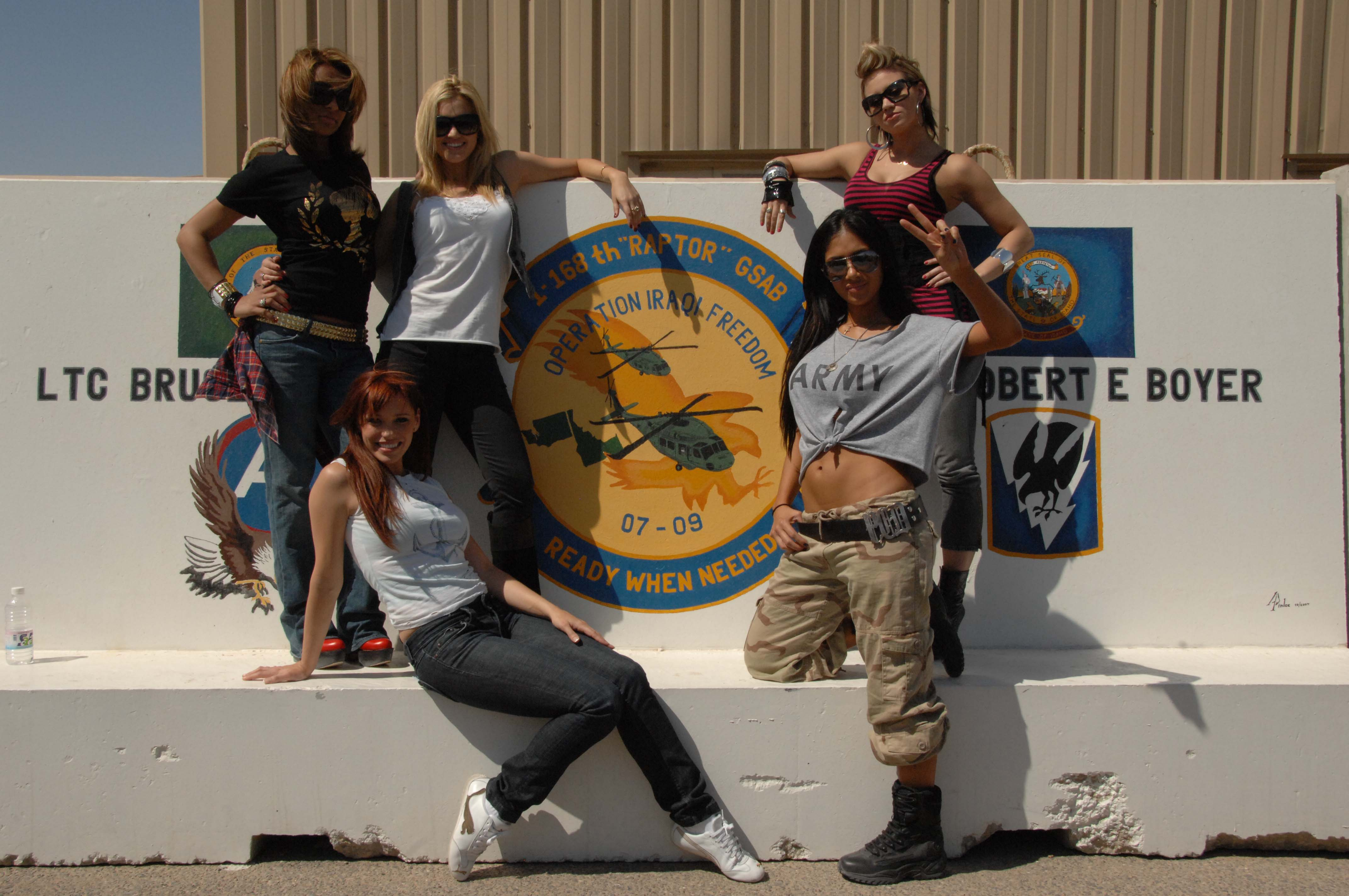
As Pussycat Dolls se apresentando para mais de 2000 membros dos EUA e da coalizão durante um show ao vivo em 10 de março de 2008 em um acampamento do Exército dos EUA na região do Golfo Pérsico (2008).

Em fevereiro de 2006, Scherzinger assinou um contrato de publicação global com a Universal Music Publishing Group, que cobriria suas futuras composições. Seu trabalho como vocalista favoreceu a popularidade de Scherzinger enquanto ela continuou a trabalhar em sua própria música. A primeira gravação solo de Scherzinger foi uma participação em "Lie About Us", single de Myron Avant, que foi lançado em julho de 2006. Mais tarde colaborou com Diddy em "Come to Me", que se tornou o primeiro solo de Scherzinger no top 10 da Billboard Hot 100. Em março de 2007, Scherzinger anunciou que estava trabalhando em seu primeiro álbum de estúdio, que seria intitulado Her Name Is Nicole e cujo lançamento foi inicialmente agendado para o final do verão setentrional desse ano. Quatro singles foram liberados do projeto - "Whatever U Like", com T.I., "Baby Love", com will.i.am, "Supervillain" e "Puakenikeni". Nenhum deles conseguiu ter impacto significativo nas paradas da Billboard,, embora "Baby Love" tenha sido um sucesso moderado fora dos EUA. Depois de vários adiamentos, Scherzinger decidiu não lançar mais nenhum outro single do álbum e, por escolha dela, Her Name Is Nicole acabou sendo engavetado e ela voltou a dedicar-se às Dolls.
O segundo e último álbum do Pussycat Dolls, Doll Domination, foi lançado nos Estados Unidos em 23 de setembro de 2008 e chegou ao número quatro na Billboard 200. O álbum inclui singles "When I Grow Up" e "I Hate This Part", que atingiram o número nove e onze na Billboard Hot 100, respectivamente. Ambas as músicas foram originalmente gravadas para o trabalho solo de Scherzinger. No ano seguinte, o grupo embarcou em uma turnê mundial, a Doll Domination Tour, que começou em 18 de janeiro de 2009. Enquanto em turnê, Scherzinger foi convidada a reescrever a versão pop de "Jai Ho", do filme Slumdog Millionaire (2008). A música foi intitulada"Jai Ho! (You Are My Destiny)", creditando A. R. Rahman e as Pussycat Dolls, enquanto Scherzinger foi creditada como artista de destaque, o que causou insatisfação dentro do grupo. A canção alcançou o número um em 17 países; nos EUA, atingiu o número quinze na Billboard Hot 100, após subida de oitenta e cinco lugares, consequentemente, tornando-se o maior salto semanal do número 100. Em 5 de abril de 2009, Scherzinger cantou "America the Beautiful" no Wrestlemania XXV, no Reliant Stadium, em Houston, Texas. Após a conclusão da turnê em agosto de 2009, o grupo anunciou um hiato para as integrantes continuarem suas carreiras solo. Em dezembro de 2009, Scherzinger foi anunciado como o terceira elemento do júri - se juntando a Ben Folds e o membro da banda Boyz II Men, assim como Shawn Stockman - na primeira temporada de The Sing-Off. Ela voltou para a segunda temporada e depois foi substituída por Sara Bareilles.

### 2010–2013:Killer Lovee The X Factor
Em abril de 2010, ela se uniu à loja de roupas C&A para lançar sua própria coleção de lingerie, sapatos, bolsas e joias em suas lojas no Brasil. Em maio de 2010, Scherzinger e seu parceiro de dança Derek Hough venceram a décima temporada do Dancing with the Stars. Em agosto de 2010, Scherzinger interpretou Maureen no musical Rent, dirigido por Neil Patrick Harris. Sua atuação no musical recebeu elogios dos críticos, Charles McNulty do Los Angeles Times afirmou que "a voz e a potência de Scherzinger era destinada a locais como o Bowl". Enquanto isso, após a saída das outras quatro integrantes, Scherzinger anunciou que ela também estava saindo do Pussycat Dolls para se concentrar em sua carreira solo.

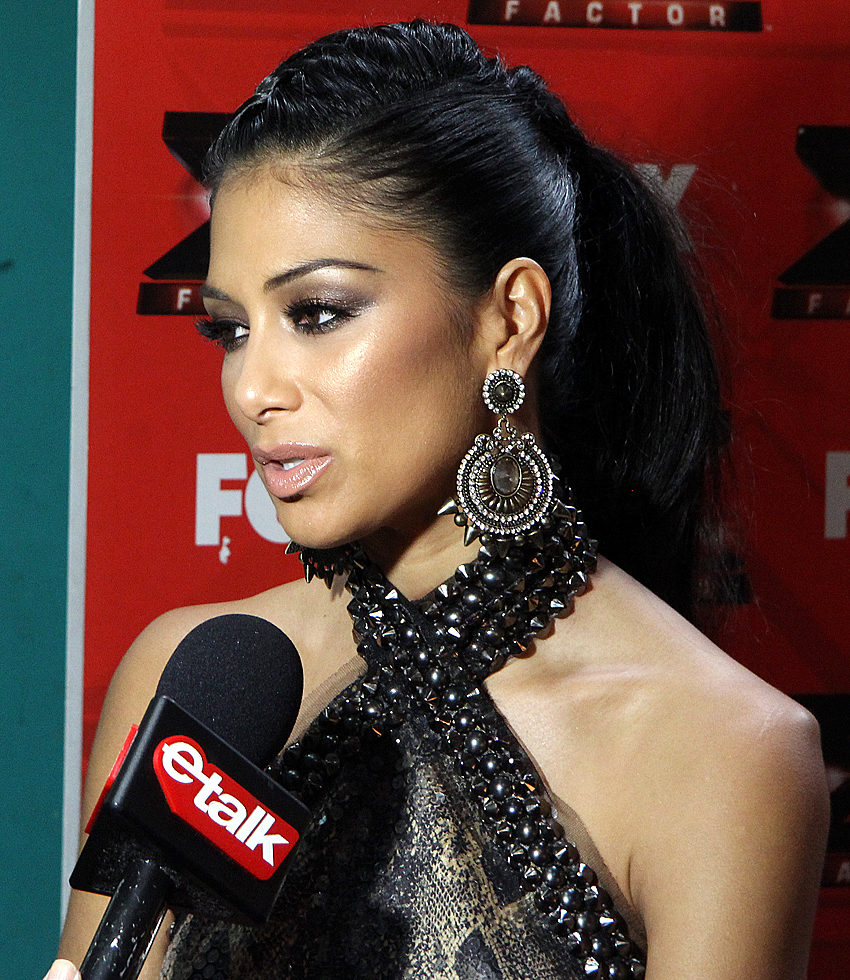
Scherzinger durante o The X Factor USA (11 de dezembro) em 2011.

Em 21 de março de 2011, chega às lojas seu primeiro álbum de estúdio, Killer Love, No Reino Unido o álbum teve sucesso moderado em certos territórios; no UK Albums Chart, o álbum estreou e atingiu o número oito e em novembro vendeu 140 000 cópias. O segundo single do álbum, "Don't Hold Your Breath", tornou-se o primeiro single número um de Scherzinger como artista solo no UK Singles Chart, "Poison" e "Right There" alcançaram o terceiro lugar. Este último foi remixado com 50 Cent e lançado como o primeiro single da versão americana de Killer Love; no entanto, o lançamento físico nunca ocorreu. Atingiu o número trinta e nove, permanecendo seu mais alto single na Billboard Hot 100 como artista principal. "Right There" também chegou ao topo dos dez da Austrália.
Originalmente contratada para ser apresentadora junto com Steve Jones na primeira temporada do The X Factor americano, Scherzinger substituiu Cheryl Cole como jurada. Mais tarde, ela recebeu reações negativas após dar o resultado para o impasse na semana 7, que resultou a eliminação de Rachel Crow. Ela orientou os candidatos com mais de 30 anos; seu último artista, Josh Krajcik, foi nomeado vice-campeão da temporada. Em dezembro de 2011, como parte do 25º aniversário de O Fantasma da Ópera, Scherzinger cantou a música de mesmo nome no Royal Variety Performance. Enquanto isso, Killer Love foi relançado com quatro músicas adicionais, incluindo o quinto e último single, "Try With Me". Ela embarcou em sua primeira turnê em fevereiro de 2012.
Scherzinger apareceu como Amiga de Boris no filme de ação de ficção científica Men in Black 3, que foi lançado em maio de 2012. Em junho de 2012, Scherzinger foi anunciada como juíza para a nona temporada do The X Factor britanico por um salário reportado de US$ 1,17 milhão. Scherzinger orientou a categoria masculina; com dois artistas, James Arthur e Jahméne Douglas, chegaram à final, com Arthur vencendo a temporada. Scherzinger cantou "Don't Cry for Me Argentina" ao vivo no show de homenagem a Andrew Lloyd Webber: 40 Musical Years. Em março de 2013, Scherzinger lançou "Boomerang", que estreou no 6º lugar no UK Singles Chart; após a falta de sucesso da canção, um álbum planejado foi descartado. Scherzinger retornou a atuar como juíza no The X Factor britânico, na sua décima temporada por um salário relatado de US$ 2,3 milhões.

### 2014–2018:Big Fat Liee aparições televisivas

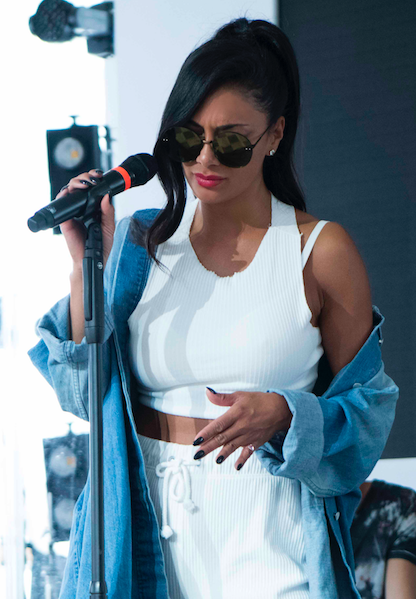
Scherzinger em Moscou no ano de 2018.

Em janeiro de 2014, Scherzinger assinou um contrato de US$ 4,5 milhões com a Sony Music Entertainment. No mês seguinte, ela anunciou que assinou um contrato com a RCA Records. Em colaboração com o varejista de moda on-line Missguided, ela projetou uma linha de 30 peças lançada em março de 2014. Sua colaboração ajudou o varejista a aumentar o seu lucro em 70%. O segundo álbum de estúdio de Scherzinger, Big Fat Lie foi lançado em outubro; no UK Albums Chart, passou duas semanas no top 100, chegando ao número 17;. Suas vendas baixíssimas levaram a sua saída da RCA Records. O álbum foi precedido pelos singles "Your Love", "Run" e "On the Rocks". O primeiro alcançou o número seis no UK Singles Chart e foi um sucesso moderado em outros mercados. Em dezembro, Scherzinger estrelou a releitura do musical do musical Cats, interpretando Grizabella no remake de 2014 do musical Cats no London Palladium, onde ela desempenhou o papel durante 12 semanas, até 8 de fevereiro de 2015; seu desempenho recebeu ótimas críticas dos críticos, especialmente elogiando sua interpretação da música "Memory", e recebeu uma indicação de Melhor Atriz Coadjuvante em Musical no Laurence Olivier Award. Ela foi convidada para reprisar Grizabella no remake do 'Cats da Broadway, mas uma semana antes dos ensaios ela desistiu depois que os produtores se recusaram a dar o salário pedido por ela.
Em 30 de junho de 2015, Scherzinger foi coroada como a vencedora do programa de variedades I Can Do That, onde seis celebridades competem entre si, executando habilidades que eles não sabiam que tinham. Em julho, ela cantou o hino nacional americano no A Capitol Fourth, em Washington, D.C., e durante a abertura dos Jogos Olímpicos Especiais de Verão de 2015. Best Time Ever with Neil Patrick Harris, um programa de variedades ao vivo que estreou em 15 de setembro na NBC tendo Scherzinger como co-apresentadora; sendo cancelada após uma temporada devido a baixa audiência. No mês seguinte, o painel de música apresentado por Ricky Wilson, Bring the Noise estreou no Sky1 com Scherzinger e Tinie Tempah se juntando a ele como capitães da equipe. Após uma pausa de três anos do The X Factor, Scherzinger retornou como jurada na décima terceira e décima quarta temporada; Matt Terry, o primeiro competidor de sua equipe, ganhou o programa. Ela emprestou sua voz a personagem Sina no longa animado Moana, que foi lançado em novembro de 2016 pela Walt Disney Pictures. Scherzinger estrelou como Penny no filme televisivo Dirty Dancing, da ABC, um remake do filme de 1987 de mesmo nome. Ele estreou em 24 de maio de 2017. Embora o filme tenha recebido críticas negativas dos críticos, a interpretação de Scherzinger recebeu elogios. Em setembro de 2017, ela lançou sua fragrância de estreia, Chosen by Nicole Scherzinger. Em 2018, Nicole emprestou sua voz em uma aparição cameo em Ralph Breaks the Internet.

### 2019–presente:The Masked Singere continuação em peças teatrais
Em janeiro de 2019, Scherzinger apareceu como palestrante na série de reality show The Masked Singer, sendo jurada na 1ª e 2ª temporada do programa. Scherzinger foi a mais nova jurada do Australia's Got Talent de 2019. No mesmo ano Scherzinger voltou novamente para a versão The X Factor UK: Celebrity como jurada. Em 30 de novembro de 2019, as The Pussycat Dolls voltaram para uma reunião após quase 10 anos de dissolução. Elas inicialmente anunciaram a volta com sua apresentação na final do The X Factor Celebrity, com o hits Buttons, Don't Cha e When I Grown Up. No final apresentando-se uma nova canção intitulada "React". O quinteto deve lançar um EP inédito ainda este ano. Com a volta, Nicole anunciou datas da nova turnê (PCD Reunion Tour 2020) em arenas no Reino Unido, Austrália e Nova Zelândia. Em dezembro do mesmo ano Scherzinger é anunciada como jurada do The X Factor: The Band ao lado de Simon Cowell. No dia 7 de fevereiro de 2020 a música "React" é lançada e atinge o topo do iTunes global junto de um vídeo clipe do mesmo dia. O vídeo musical atingiu mais de 2 milhões de acesso em menos de dois dias. Em novembro de 2021 a cantora fez o papel da personagem Gracie no musical Annie Live! exibido pela NBC. Em setembro do mesmo ano é declarado que a fundadora original do grupo burlesco Robin Antin processa Scherzinger por exigir à mais do que foi constado em seu contrato com as The Pussycat Dolls em 2019.
Em janeiro de 2022, Scherzinger declara o cancelamento da turnê do grupo feminino, que ocorreria em 2022. Ela também confirmou o lançamento de um novo EP de música, Warrior, e estreou uma de suas músicas "Never Going Back". Ela também confirmou que permanecia sem assinatura de alguma gravadora. Em 17 de junho de 2022, e de acordo com o The Newsletter de Belfast, foi revelado que a Scherzinger estava pronta para estrear uma linha de design de interiores, incluindo roupas de cama sob o nome 'Nalu'. O empreendimento é licenciado pela Bedeck, fabricante que produziu faixas semelhantes com Ted Baker e DKNY. A agência de design da Irlanda do Norte Anthology também esteve envolvida no projeto. No mesmo dia, também foi relatado que Scherzinger lançaria um novo single "The Drop", uma colaboração com o DJ francês David Guetta na semana que começou em 20 de junho de 2022. O referido single é uma colaboração entre Scherzinger, Guetta e 
Dimitri Vegas, enquanto também apresenta Azteck. Foi lançado em 24 de junho de 2022. Em maio de 2023, Scherzinger foi convidada e apresentou-se na coroação do Rei Charles lll, em Londres no castelo de Windsor, ao lado do pianista Lang Lang, com uma versão de "Reflection", da franquia Mulan, da Disney, anteriormente cantada por Christina Aguilera. Scherzinger recebeu vários elogios por sua performance.A cantora apresentou-se ao lado de artistas como Take That, Lionel Richie, Andrea Bocelli e Katy Perry.Em outubro, Scherzinger deu vida a Norma Desmond no teatro Sunset Boulevard, obra-prima de Andrew Llyod Webber, ganhando mais tarde o prêmio de Melhor Atriz no Laurence Olivier Award.

## Características musicais

### Influências
| |  |  |
| Whitney Houston (esquerda) e Michael Jackson (à direita) são as duas maiores influências de Scherzinger. |  |  |

Para Scherzinger a cantora estadunidense Whitney Houston é sua maior influência musical afirmando: "Eu sempre quis ser Whitney Houston quando crescesse". Depois de receber uma fita cassete do álbum de estreia auto-intitulado de Houston (1985), com a idade de seis anos, ela afirma que a cantora a mostrou que o canto era o seu destino. Quando ela cresceu, ela também ouviu artistas como Ella Fitzgerald, Billie Holiday, Roberta Flack, Sade, Alanis Morissette, e Tina Turner. Enquanto no palco Scherzinger tomou emprestada características de Tina Turner e Mick Jagger; "A maneira como ele dança no palco e o equilíbrio que tem. Mas eu amo a atitude e a grosseria de [Turner]. Eu roubo dela o tempo todo, especialmente sendo a vocalista do grupo, as Pussycat Dolls, para ser destemida e apenas tenha essa atitude e essa alma atrás de mim". Ela credita Beyoncé como uma inspiração chave para "usam trajes que não são muito, mas são verdadeiros artistas e colocam arte de verdade no que fazem e é assim que me orgulho". Scherzinger afirmou que The Velvet Rope (1997), de Janet Jackson, influenciou o processo de gravação de seu segundo álbum, Big Fat Lie, enquanto o videoclipe do primeiro seu single foi inspirado no clip de Love Will Never Do (Without You) (1989) de Jackson.
Quando mais velha, Mariah Carey se tornou uma grande influência para ela. Ela também queria trabalhar com o Black Eyed Peas  dizendo que admirava a música deles. Scherzinger também é fã de Adele. Prince também se tornou uma influência quando ela estava na adolescência. Michael Jackson foi uma das maiores influências da cantora. Paula Abdul, que Scherzinger se sentou ao lado do painel de jurados do The X Factor, foi uma de suas influências. Quando ela ganhou o papel do Men in Black 3, Dizendo que a música foi uma grande parte de sua inspiração para o personagem, que ela interpreta no filme. Ela disse: "Eu escutei a minha música mais pesada e ouvi o Led Zeppelin e eu meio que fiquei com essa mentalidade porque a música é o que mais me inspira. Eu trabalhei muito com a minha treinadora de atuação e ela me falou sobre muitas coisas malucas para pensar enquanto eu estava no personagem, mas é melhor não contar o que ela disse". Scherzinger disse que o papel a inspirou a gravar de forma diferente em seu segundo álbum de estúdio. Estilisticamente, Scherzinger se inspira em Jennifer Lopez, Sienna Miller, e Gwen Stefani.

### Estilo musical e composições
Scherzinger possui um alcance vocal lírico-soprano que abrange mais de quatro oitavas. Ela é conhecida por seus fortes vocais e convicção soprano para transmitir emoção em suas canções. Uma cantora de formação clássica, Scherzinger está confortável cantando em uma variedade de estilos (jazz, teatro, clássico). Juntamente com controle e poder, Nicole é capaz de cantar melisma complexo em toda a sua gama, alterar habilmente a dinâmica de sua voz no meio da frase e, graças ao excelente controle da respiração, manter notas sem esforço. Seu mid-range é versátil e pode ser manipulado para adicionar caráter e coloração emocional a um vocal. Nicole também possui um registro de apito.
Sua música é em sua maioria R&B, e dance-pop em algumas de suas canções, especialmente em seu álbum Killer Love. Apesar de Scherzinger só lançar músicas em inglês, ela gravou letras em Hindi para a versão de "Jai Ho! (You Are My Destiny)" do Pussycat Dolls. Ela recebeu créditos de co-escrita para várias músicas que gravou. Suas primeiras canções foram composições temáticas de empoderamento feminino como "I Don't Need a Man" e "Hush Hush" e transacionadas para hinos de temática feminista como "I Don't Need a Man" e "Hush Hush" e fez a transição para hinos de "término" mais maduros, como "Don't Hold Your Breath". Scherzinger também recebeu créditos de co-escrita para alguns dos discos em que ela esteve envolvida, especialmente durante seus trabalho solo. Ela também esteve envolvida no arranjo vocal e na produção vocal de algumas músicas que ela escreveu.
As canções de Scherzinger são escritas a partir de experiências pessoais, já que ela disse que elas são faixas "pessoais e sinceras". Ela co-escreveu a maioria das canções de seu primeiro álbum de estúdio, Killer Love. As canções anteriores de Scherzinger foram descritas como "insinuações sexuais" e "funky electronica", que também são apoiadas por "batidas electros". Em agosto de 2010, RedOne revelou que ele estava trabalhando no álbum de estreia de Scherzinger, afirmando: "Acabei de terminar seu álbum. Seu último nunca saiu porque não foi consistente. Seu novo álbum - é a verdade dela." Scherzinger disse que muito de seu primeiro álbum de estúdio foi sobre sua separação com Lewis Hamilton antes que eles se reunissem. Scherzinger disse que ela queria criar músicas que "se prestam a performances ao vivo". Ela disse que gosta de gravar baladas "fortalecedoras". Ela disse que queria que seu primeiro álbum fosse "na sua cara e forte". Ela disse à MTV (sobre seu inédito álbum de estreia, Her Name is Nicole) "Eu sempre disse que nas Pussycat Dolls, eu meio que me sentia como uma Super mulher. Mas isso é apenas um dos meus alter egos. Eu tenho o vulnerável, lado romântico entre outros que todos aparecem no meu registro".

### Palco
Descrita como "provocativa" ao se apresentar no palco, Scherzinger afirma que sua personalidade no palco "vem de um lugar forte, não um lugar fraco, e há uma grande diferença. Há uma grande diferença quando você vê alguém que ainda tem classe e é empoderada." Jarett Wieselman do The New York Post colocou-a no número dois em sua lista dos Cinco Melhores Cantores/Dançarinos, enquanto os leitores da revista Rolling Stone votaram em Scherzinger como o nono musicista e dançarina favorita.

## Imagem pública

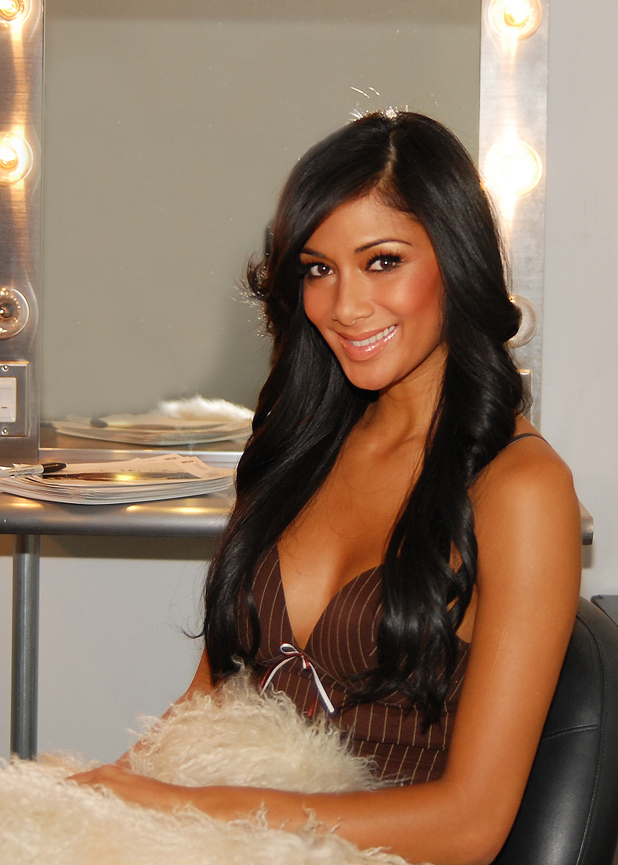
Nicole em 2007.

Scherzinger inicialmente ganhou fama como um ídolo adolescente ao lado de suas colegas no grupo feminino Eden's Crush. A fundadora da Pussycat Dolls, Robin Antin, lembra que quando Scherzinger entrou pela primeira vez em sua audição para se juntar à trupe burlesca, a roupa que ela vestiu era "muito conservadora" para o grupo. Scherzinger admitiu mais tarde que ela chorou quando viu a primeira e "reveladora" roupa que ela teria que usar como integrante da banda, já que ela estava lidando com problemas de imagem corporal na época. Margeaux Watson da Entertainment Weekly deu um grande golpe em Scherzinger por seu papel como vocalista. Watson disse, "há dois tipos de grupos femininos: aqueles liderados por uma superstar (The Supremes e Destiny's Child), e aqueles compostos de personalidades carismáticas dotadas por integrantes com personalidades distintas (Spice Girls e TLC). As Pussycat Dolls não são nem um, nem outro, elas são uma marca, não uma banda. Esta afirmação se contata no multi-platinado álbum PCD de 2005, onde se encontra a líder Nicole Scherzinger no centro das atenções, e ela não é Beyoncé". Scherzinger afirmou que era responsável por cantar ambos os vocais principais e de fundo nos dois álbuns de estúdio do grupo, com quase nada sendo cantado pelas outras membros. Ela comentou: "...As pessoas nem conhecem a história direito. Eu estava no centro porque estava cantando. Era eu quem cantava. Fui contratada para ser a cantora líder do grupo e isso me fez muito feliz. Estava apenas fazendo meu trabalho".
Scherzinger também é uma defensora dos direitos dos gays e se tornou um ícone gay. A popularidade de Scherzinger na comunidade gay aumentou devido ao seu trabalho com as Pussycat Dolls. Uma das canções escritas por Scherzinger, "I Don't Need a Man", foi dedicada a todos os seus fãs gays. Ela explicou: "Quem eu pudesse inspirar, eu queria inspirá-los. É sobre as mensagens de capacitação e amar a si mesmo por quem você é". Scherzinger também é muito firme quando se trata de bullying. Ela acredita na aceitação e relembra ter recebido repostas e a mensagem de seus lançamentos musicais mostram como ela lidou com eles. Em 2017, para o Gay Pride Month, a Billboard pediu a numerosos especialistas em
cultura pop que escrevessem "cartas de amor" à comunidade LGBTQ, uma das quais era Scherzinger. Em sua carta, ela expressou sua admiração "Quando penso na comunidade LGBT, penso em uma comunidade que está forte contra as adversidades e uma comunidade que se une por mudanças".
Ela admite que é "frustrante" ler sobre o retrato que a mídia faz dela como "uma devoradora de homens". Scherzinger foi associada a vários homens diferentes, mas afirma que nenhum dos rumores é verdadeiro. Em julho de 2013, Scherzinger posou seminua para uma camiseta "Protect the Skin You In", parte de uma campanha do estilista Marc Jacobs para aumentar a conscientização e dinheiro para a pesquisa de melanoma. Todas as vendas beneficiam o NYU Cancer Institute e o NYU Langone Medical Center. As roupas que ela usava como uma Pussycat Doll e movimentos de dança sexual que elas realizavam continuou desde que ela embarcou em sua carreira solo. Scherzinger disse: "Eu acho que sou capaz de me comportar de uma maneira boa e espero que eu seja um modelo positivo para outras garotas por aí". Scherzinger também usou o primeiro vestido do Twitter na festa de lançamento de EE.
Scherzinger desenvolveu uma imagem como símbolo sexual e "uma das mulheres mais quentes do planeta". Desde 2006 tem sido destaque na lista das 100 Mulheres mais sexy da revista FHM atingindo o número nove em 2011 e 2014. Em 2012, o VH1 classificou-a em oito na sua lista das 100 mais Artistas mais sexys, enquanto revista Complex classificou-a na vigésima nona em sua lista de "As 100 cantoras mais sexys de todos os tempos".

## Impacto e legado

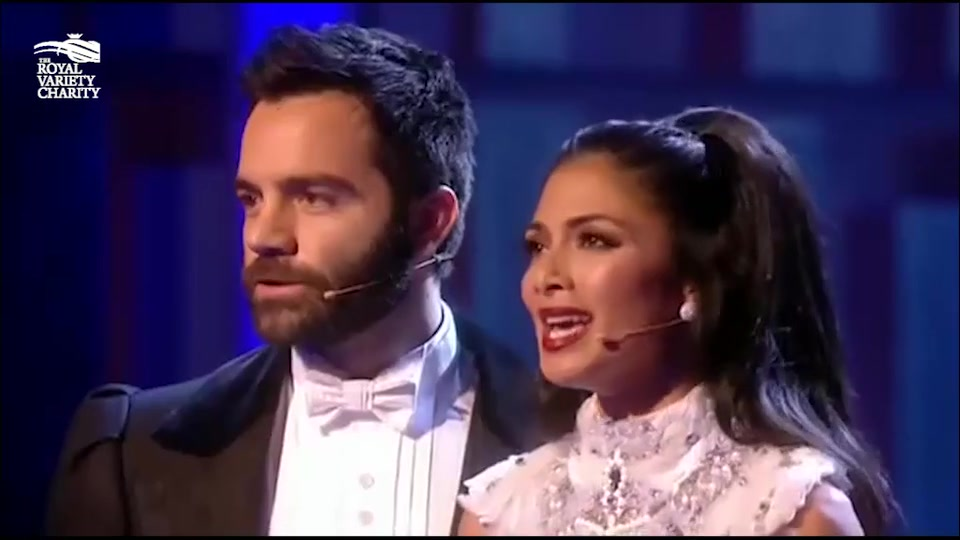
Scherzinger apresentando-se no Royal Variety ao lado de Ramin Karimloo na presença do Rei Charles em novembro de 2011.

Descrito como a "força motriz" por trás das Pussycat tendo do The Pussycat Dolls, Scherzinger é creditada pelo sucesso internacional do grupo na indústria da música, durante um período em que grupos femininos estavam extremamente sub-representados. Com apenas dois álbuns de estúdio, a banda se tornou o grupo feminino mais vendido da década precedente, era digital, e quarto de todos os tempos. Desde o início de sua carreira com o grupo, em 2003, Scherzinger vendeu 54 milhões de discos e singles em todo o mundo, Scherzinger recebeu vários títulos de cultura pop, incluindo "Princesa do Pop" e a "Deusa do Havaí", tornando-se um ícone da cultura pop internacional após sua estreia.
O impacto de Scherzinger na televisão e nos videoclipes também foi reconhecido na cultura pop, sendo ela conhecida por seus videoclipes, que geralmente incorporam roupas atrevidas e intervalos de dança. Os críticos geralmente favorecem a intrincada coreografia de Scherzinger. Ela é considerada um símbolo sexual por seus vídeos musicais. Simon Cowell elogiou a capacidade de desempenho de Scherzinger, chamando-a de "uma das melhores artistas ao vivo que eu já vi" e "se você quiser um exemplo de como se faz isso, esse exemplo é a Nicole. É foco, desempenho, vocais...". A artista musical americana Lady Gaga foi influenciada pelo papel de Scherzinger no Pussycat Dolls dizendo: "Há algo que é muito humilde sobre ser capaz de trabalhar com um grupo de potência como esse. Provavelmente, a maior influência que elas tiveram em mim está me fazendo querer ser uma compositora melhor".

Scherzinger recebeu muitos elogios ao longo de sua carreira. Em fevereiro de 2013, Scherzinger foi homenageada pela Harvard como "Artista do Ano de 2013" por suas contribuições em artes cênicas, apoio à pesquisa sobre o câncer de mama e iniciativas para adultos e crianças com necessidades especiais. Em abril de 2013, ela foi premiada com o "Outstanding Achievement in Music Award" no Asia Artist Awards por "feitos inspiradores nos campos dos negócios, esporte, entretenimento, filantropia e artes populares e cultura". Ela foi saudada como uma das artistas mais sexy. Em 2013, o Fuse incluiu Scherzinger na lista de 50 garotas que dominam o mundo, e das 100 maiores revelações do pop.

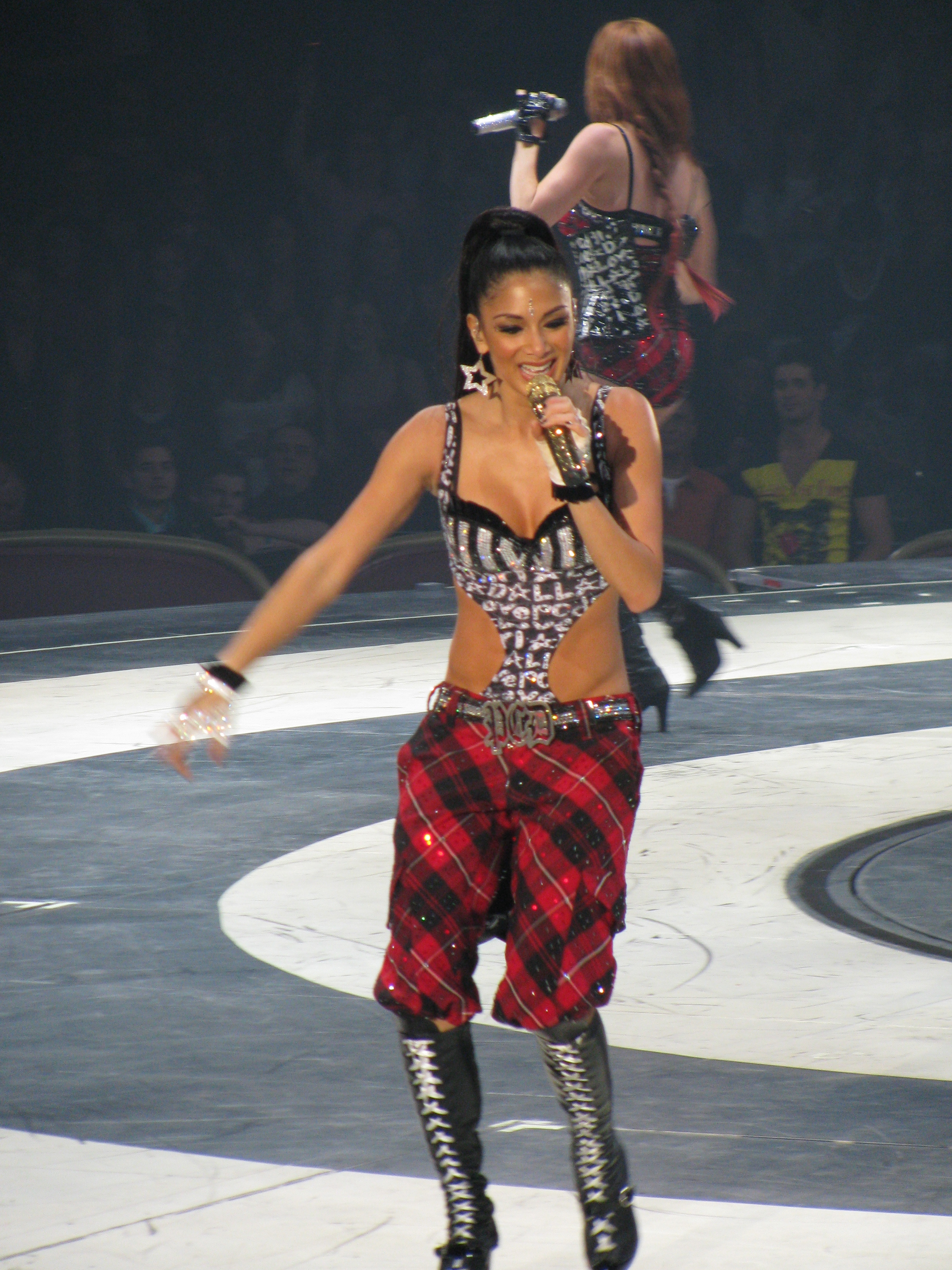
Scherzinger em 2009 se apresentando com as The Pussycat Dolls na Circus Tour de Britney Spears.

### Filantropia
Scherzinger diz que gosta muito de seus esforços de caridade, sendo que o trabalho deixou de ser altruísta e se tornou uma mera busca por seu próprio prazer: "Não sei se é egoísta porque recebo tanto cumprimento, mas isso me entusiasma para estar com crianças e famílias de necessidades especiais. Minha tia tem síndrome de Down, por isso está muito perto do meu coração ", disse Scherzinger. Após o terremoto de 2010 no Haiti, juntamente com outros artistas, ela gravou "We Are the World 25 for Haiti", que beneficiou as pessoas afetadas pela tragédia. Em outubro de 2010, ela retratou Trixie no show do 35º aniversário do The Rocky Horror Picture Show. Também arrecadou dinheiro para o campo de tartarugas pintadas para crianças com doenças crônicas.
Inspirada por sua tia, que sofre de Síndrome de Down, Scherzinger tornou-se um embaixatriz global das Olimpíadas Especiais e gravou "O Holy Night" para a edição 2013 de A Very Special Christmas com todos os lucros revertendo a favor da organização. Em 20 de novembro de 2013, Scherzinger foi homenageada com o "Global Gift Philanthropist Award" na Global Gift Gala, por suas contribuições. Em 2014, Scherzinger tornou-se embaixatriz da UNICEF UK e viajou para a Guiana para atender e ajudar as crianças com deficiência em um parque infantil inclusivo. No ano seguinte, em apoio à campanha Children in Danger, da UNICEF UK, viajou para Manila, nas Filipinas, onde Scherzinger conheceu crianças que vivem em comunidades perigosas e superlotadas ao redor da capital daquele país. Scherzinger, juntamente com muitos outros artistas, foram apresentados no single "Love Song to the Earth", que foi lançado em setembro de 2015, antes da Conferência das Nações Unidas sobre Mudanças Climáticas de 2015, como parte da campanha global de conscientização sobre mudanças climáticas. Mais tarde, ela realizou "Brave" com o coro SU2C para o Stand Up 2 Cancer, de maneira a arrecadar dinheiro para a pesquisa de câncer em 17 de outubro de 2014. Em setembro de 2016, Scherzinger e muitos outros artistas foram apresentados no remake da música dos Black Eyed Peas "Where Is Love?", tendo todos os lucros revertido a favor da fundação sem fins lucrativos de will.i.am, a i.am.angel. Foundation.

## Vida pessoal
Os primeiros anos de Scherzinger no Pussycat Dolls foram marcados por dificuldades. Durante sua primeira sessão de fotos com o grupo, ela foi obrigada a usar sutiã, roupa íntima e ligas; desconfortável com o próprio corpo, ela começou a sofrer de bulimia. A fim de superar sua luta contra a doença, ela procurou terapeutas e gravou em um PSA para o site Half of Us para aumentar a conscientização sobre o transtorno alimentar. O distúrbio alimentar durou oito anos, observando que isso teria destruído sua vida.
"Eu estava começado a perder a voz, não podia cantar nos shows e depois me lembro do meu empresário me encontrar desmaiada no chão em Malta ou no sul da França. Pensei: 'vou perder tudo o que amo se eu não me amar'. Um dia, quando você sentir que chegou ao fim, basta dizer: "Não estou mais fazendo isso". É triste ver como eu desperdicei minha vida, eu tive uma vida tão grande do lado de fora, as Dolls estavam no topo do mundo, mas eu estava infeliz por dentro, Eu nunca deixarei isso acontecer de novo, você só tem uma vida - Eu tinha 27 anos apenas uma vez."— Scherzinger, Cosmopolitan, julho de 2014
Scherzinger estava noiva de Nick Hexum, vocalista do 311, a quem ela namorou de 2000 a 2004. Scherzinger começou um relacionamento de alto nível com o Campeão do Mundo de Fórmula 1 Lewis Hamilton depois de se conhecerem no MTV Europe Music Awards de 2007 em Munique. Sua relação de sete anos virou notícia nos tablóides da imprensa britânica. Eles se separaram pela última vez em fevereiro de 2015. Ela começou a namorar o tenista búlgaro Grigor Dimitrov em 2016.

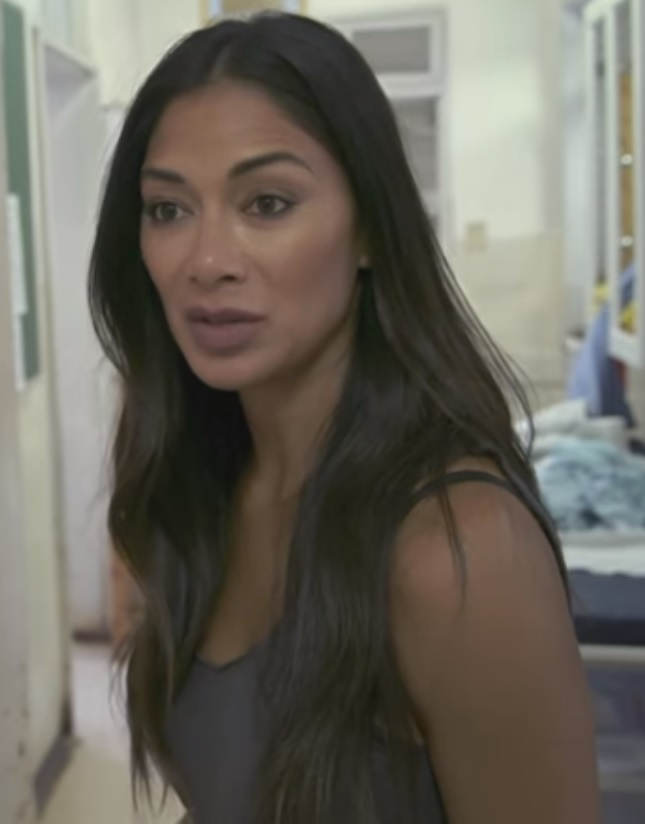
Scherzinger visitou um hospital na Suazilândia como embaixadora do UNICEF no Reino Unido.

Após o Sismo do Haiti de 2010, juntamente com vários outros artistas, ela foi destaque no single de caridade "We Are the World 25 for Haiti", e participou do teleton Hope for Haiti Now: A Global Benefit for Earthquake Relief (pt; Esperança para o Haiti Agora: Um Benefício Global pelo Socorro de Terremotos) com George Clooney e Wyclef Jean que beneficiou as pessoas afetadas pela tragédia. Em outubro de 2010, ela interpretou Trixie no concerto de aniversário de 35 anos do The Rocky Horror Picture Show, que levantou dinheiro para o Painted Turtle, um acampamento da Fundação Hole in the Wall para crianças com graves condições médicas. Inspirada por sua tia que tem Síndrome de Down, tornou-se uma embaixadora global para as Olimpíadas Especiais e gravou "O Holy Night" para a campanha A Very Special Christmas (2013), com todos os ingressos beneficiando a organização. Desde 2014, tornou-se embaixadora da UNICEF no Reino Unido e viajou para a Guiana, Manila, Filipinas, e Quênia, onde visitou os centros apoiados pela organização, beneficiando crianças em situação de pobreza. Ela mais tarde cantou "Brave" de Sara Bareilles com o coro SU2C de Stand Up 2 Cancer para arrecadar dinheiro para pesquisa de câncer em 17 de outubro de 2014.
Scherzinger, juntamente com vários outros artistas, participaram do single "Love Song to the Earth", lançado em setembro de 2015, antes da Conferência das Nações Unidas sobre as Mudanças Climáticas de 2015, como parte da campanha global para aumentar a conscientização sobre a mudança climática. Em setembro de 2016, Scherzinger e inúmeros outros artistas participaram da regravação da canção "Where Is the Love?", do Black Eyed Peas, onde todos os lucros foram para a fundação sem fins lucrativos do will.i.am, Fundação anjo.
Scherzinger endossou a campanha presidencial do presidente Barack Obama em 2008; ela apareceu no videoclipe da música "Yes We Can" (2008) do rapper will.i.am, que foi inspirada no discurso de Obama no primeiro turno das eleições em New Hampshire de 2008.
Em junho de 2023 ficou noiva de Thom Evans, que fez o pedido na Praia de Miramar, em Vila Nova de Gaia.  A cantora conheceu o noivo quando, em 2019, Evans apareceu no programa de talentos com o grupo Try Star, ao lado de outros jogadores de rugby.

## Discografia
- Killer Love (2011)
- Big Fat Lie (2014)

## Turnês
Individual
- 2012: The Killer Love Tour

The Pussycat Dolls
- 2006: Honda Civic Tour
- 2007: Back to Basics Tour
- 2008: PCD World Tour
- 2009: Doll Domination World Tour
- 2009: The Circus Starring Britney Spears

## Filmografia

### Televisão
| Programa                                | Ano     | Papel            | Canal         | Notas                                            | Ref.    |
| --------------------------------------- | ------- | ---------------- | ------------- | ------------------------------------------------ | ------- |
| Popstars                                | 2001    | Participante     | The WB        | Temporada 1                                      |         |
| Sabrina the Teenage Witch               | 2001    | Artista          | The WB        | Episódio: "Finally"                              |         |
| Eu a Patroa e as Crianças               | 2002    | Veronica         | ABC           | Episódios: "The Kyles Go to Hawaii: Part 1 & 2"  |         |
| Half & Half                             | 2002    | Jasmine          | UPN           | Episódio: "The Big in with the in Crowd Episode" |         |
| Wanda at Large                          | 2003    | Gorgeous Woman   | FOX           | Episódio: "The Plane Trip"                       |         |
| Las Vegas                               | 2005    | Artista          | NBC           | Episódio: "Tainted Love"                         |         |
| Las Vegas                               | 2005    | Artista          | NBC           | Episódio: "Whatever Happened to Seymour Magoon?" |         |
| Pussycat Dolls Present                  | 2007–08 | Ela mesma        | The CW        | 1ª temporada: The Search for the Next Doll       |         |
| Pussycat Dolls Present                  | 2007–08 | Ela mesma        | The CW        | 2ª temporada: Girlicious                         |         |
| The X Factor (UK)                       | 2007    | Jurada convidada | ITV           | Temporada 4: Episódios 9–10                      |         |
| The X Factor (UK)                       | 2010    | Jurada convidada | ITV           | Temporada 7: Episódios 5–8                       |         |
| The X Factor (UK)                       | 2012–13 | Jurada           | ITV           | Temporada 9/10                                   |         |
| The X Factor (UK)                       | 2016–17 | Jurada           | ITV           | Temporada 13/14                                  |         |
| Cane                                    | 2007    | Ela mesma        | CBS           | Episódio: "Family Business"                      |         |
| Big Time Rush                           | 2009    | Ela mesma        | Nickelodeon   | Episódio: "Big Time Audition"                    |         |
| The Sing-Off                            | 2009–10 | Jurada           | NBC           | Temporadas 1ª e 2ª                               |         |
| Dancing with the Stars                  | 2010    | Contestante      | ABC           | Décima temporada; Venceu ao lado de Derek Hough. |         |
| How I Met Your Mother                   | 2010    | Jessica Glitter  | CBS           | Episódio: "Glitter"                              |         |
| The X Factor (US)                       | 2011    | Jurada           | FOX           | Primeira temporada                               |         |
| Mixology                                | 2014    | Ela mesma        | ABC           | Episódio: "Fab & Jessica & Dominic"              | [ 214 ] |
| Project Runway All Stars                | 2015    | Jurada convidada | Lifetime      | Episódio: "Sketching with Sharks"                |         |
| I Can Do That                           | 2015    | Participante     | NBC           | Temporada 1                                      | [ 215 ] |
| Best Time Ever with Neil Patrick Harris | 2015    | Co-apresentadora | NBC           | Temporada 1                                      | [ 216 ] |
| Bring the Noise                         | 2015    | Líder de equipe  | Sky 1         | Temporada 1                                      | [ 217 ] |
| RuPaul's Drag Race: All Stars           | 2016    | Jurada convidada | Logo TV       | Episódio: "Drag Movie Shequels"                  |         |
| Lip Sync Battle                         | 2017    | Ela mesma        | Spike         | Episódio: "Sarah Hyland vs. DeAndre Jordan"      |         |
| Dirty Dancing                           | 2017    | Penny Johnson    | ABC           | Minissérie                                       | [ 218 ] |
| The Masked Singer                       | 2019    | Jurada           | FOX           | Jurada principal                                 | [ 219 ] |
| Australia's Got Talent                  | 2019    | Jurada           | Seven Network | 9ª Temporada                                     | [ 220 ] |
| The X Factor UK: Celebrity              | 2019    | Jurada           | ITV           | 1ª Temporada                                     | [ 221 ] |

### Cinema
| Ano                       | Título | Papel            | Direção                  | Notas     | Ref.    |
| ------------------------- | ------ | ---------------- | ------------------------ | --------- | ------- |
| Chasing Papi              | 2003   | Miss Puerto Rico | Linda Mendoza            |           |         |
| Love Don't Cost a Thing   | 2003   | Garota champagne | Troy Beyer               |           | [ 222 ] |
| Be Cool                   | 2005   | Figurante        | F. Gary Gray             |           |         |
| Homens de Preto 3         | 2012   | Lilly Poison     | Barry Sonnenfeld         |           | [ 223 ] |
| Moana                     | 2016   | Sina             | Ron Clements John Musker | Dublagem. | [ 224 ] |
| Ralph Breaks the Internet | 2018   | Sina/Mo's Mom    | Rich Moore Phil Johnston | Dublagem. | [ 225 ] |

### Teatro
| Ano     | Título               | Papel          | Localização       | Ref.    |
| ------- | -------------------- | -------------- | ----------------- | ------- |
| 2010    | Rent                 | Maureen        | Hollywood Bowl    | [ 226 ] |
| 2011    | Phantom Of The Opera | Christine Daeé | Royal Albert Hall | [ 227 ] |
| 2014–15 | Cats                 | Grizabella     | London Palladium  | [ 228 ] |

## Prêmios e indicações
| Cerimônia                               | Ano  | Categoria                                          | Trabalho                      | Resultado | Ref.    |
| --------------------------------------- | ---- | -------------------------------------------------- | ----------------------------- | --------- | ------- |
| Grammy Awards                           | 2007 | Best Pop Performance by a Duo or Group with Vocals | "Stickwitu"                   | Indicado  | [ 229 ] |
| MTV Video Music Awards                  | 2009 | Best Choreography                                  | "Jai Ho (You Are My Destiny)" | Indicado  | [ 230 ] |
| TRL Awards                              | 2011 | Best Look                                          | Ela mesma                     | Indicado  |         |
| Teen Choice Awards                      | 2012 | Choice Movie Actress: Scene Stealer                | Men in Black 3                | Indicado  | [ 231 ] |
| Cosmopolitan Awards                     | 2012 | Ultimate Fun Fearless Female                       | Ela mesma                     | Venceu    | [ 232 ] |
| Harvard Foundation Award                | 2013 | Artist of the Year                                 | Ela mesma                     | Venceu    | [ 190 ] |
| The Asian Awards                        | 2013 | Outstanding Achievement in Music                   | Ela mesma                     | Venceu    | [ 233 ] |
| Glamour Awards                          | 2013 | TV Personality                                     | Ela mesma                     | Venceu    | [ 234 ] |
| Cosmopolitan Awards                     | 2013 | Ultimate TV personality                            | Ela mesma                     | Venceu    | [ 235 ] |
| World Music Awards                      | 2014 | Best Female Artist                                 | Ela mesma                     | Indicado  | [ 236 ] |
| World Music Awards                      | 2014 | Best Live Act                                      | Ela mesma                     | Indicado  | [ 237 ] |
| World Music Awards                      | 2014 | Best Entertainer of the Year                       | Ela mesma                     | Indicado  | [ 238 ] |
| World Music Awards                      | 2014 | Best Song                                          | "Fino All'Estasi"             | Indicado  | [ 239 ] |
| MTV Europe Music Awards                 | 2014 | Best World Stage Performance                       | Ela mesma                     | Indicado  | [ 240 ] |
| Laurence Olivier Award                  | 2015 | Best Actress in a Supporting Role in a Musical     | Cats                          | Indicado  | [ 84 ]  |
| Teen Choice Awards                      | 2015 | Choice Selfie Taker                                | Ela mesma                     | Indicado  | [ 241 ] |
| National Television Awards              | 2017 | Best TV Judge                                      | The X Factor                  | Indicado  | [ 242 ] |
| BTVA People's Choice Voice Acting Award | 2017 | Best Vocal Ensemble in a Feature Film              | Moana                         | Venceu    | [ 243 ] |